# Glass Hammer
I Glass Hammer sono un gruppo musicale neoprogressive statunitense originario del Tennessee. Il gruppo si è formato nel 1992 grazie ai polistrumentisti Steve Babb e Fred Schendel.
Come vocalist del gruppo si sono alternati tra gli altri Michelle Young, Walter Moore e Jon Davison.
Nel 2012 Jon Davison è diventato cantante degli Yes, e ha lasciato i Glass Hammer nel 2014, dopo l'incisione dell'album Ode to Echo, tornando assieme ai suoi vecchi compagni solo per un concerto nel 2018.

## Formazione

### Formazione attuale
- Susie Bogdanowicz - voce (2000-2009; dal 2013)
- Fred Schendel - tastiere, chitarre, voce, organo, synth, batteria, altri strumenti (dal 1992)
- Steve Babb - basso, percussioni, tastiere, voce (dal 1992)
- Aaron Raulston - batteria (dal 2013)
- David Ragsdale - violino (2016-presente)

### Ex componenti
- Michelle Young - voce (1992-1997)
- Walter Moore - voce, batteria, chitarra (1995-2004), cori (fino al 2014)
- Carl Groves - voce (2007-2009; dal 2013 al 2016)
- Jon Davison - voce (dal 2009 al 2014)
- Kamran Alan Shikoh - chitarre, sitar (dal 2009 al 2018)

### Turnisti
- David Carter; – chitarra (1992-2005)
- Brad Marler; – voce
- Terry Clous; – chitarra (2000)
- Sarah Snyder; – voce (2001)
- Bethany Warren; – voce  2004–2014
- Flo Paris; –  voce (2004–2014)
- Matt Mendians; – batteria (2004–2014)
- Rebecca James; – violino
- David Wallimann; – chitarra (2007–2014)
- Randall Williams; –  batteria (2009-2013)

## Discografia

### Album studio
- 1993 – Journey of the Dunadan
- 1995 – Perelandra
- 1998 – On to Evermore
- 2000 – Chronometree
- 2001 – The Middle Earth Album
- 2002 – Lex Rex
- 2004 – Shadowlands
- 2005 – The Inconsolable Secret
- 2007 – Culture of Ascent
- 2009 – Three Cheers for the Broken-Hearted
- 2010 – If
- 2011 – Cor Cordium
- 2012 – Perilous
- 2014 – Ode to Echo
- 2015 – The Breaking of the World
- 2016 - Valkyrie
- 2018 - Chronomonaut
- 2020 - Dreaming City
- 2021 - Skallagrim: Into the Breach

### Live
- 1997 – Live and Revived
- 2004 – Live at Nearfest
- 2015 - Double Live
- 2018 - Mostly Live

### Collaborazioni
- 2012 – The Stories Of H.P. Lovecraft: A SyNphonic Collection  (brano “Cool Air”)